# Cedric Smith (Schauspieler)
Cedric Smith (* 21. September 1943 in Bournemouth, England) ist ein britisch-kanadischer Schauspieler und ehemaliger Sänger.

## Biografisches
Im englischen Bournemouth geboren, zog Cedric Smith im Alter von 10 Jahren mit seiner Familie nach Kanada. Nachdem er 1961 die Schule ohne Abschluss verlassen hatte, war er zunächst als Sänger aktiv und mehrere Jahre lang Mitglied der Volksmusik-Gruppe Perth County Conspiracy, für die er auch mehrere Lieder schrieb. 1985 war er in einem Lied von Loreena McKennitts Album Elementals zu hören, für das er die Hintergrundvokale einsang.
Als Darsteller war Smith, der während seiner Zeit bei Perth County Conspiracy nebenher viele Werke von Shakespeare gelesen hatte, erstmals seit Mitte der 1970er Jahre tätig. Über einen Zeitraum von etwa 40 Jahren, wirkte Smith in über 100 Fernseh- oder Filmproduktionen mit. Meistens beschränkten seine Engagements sich auf Nebenrollen oder Gastauftritte in vereinzelten Episoden diverser Serien, allerdings gehörte er von 1986 bis 1990 zur Hauptbesetzung der Serienproduktion Die Campbells und hatte anschließend bis etwa 1996 mit der Rolle des Alec King einen weiteren wiederkehrenden Part in der Jugendserie Das Mädchen aus der Stadt, welche auf Lucy Maud Montgomerys Buchklassiker Anne auf Green Gables basierte. Darüber hinaus arbeitete er auch als Synchronsprecher und lieh diversen Zeichentrickfiguren seine Stimme. Seine wohl bekannteste Sprecherrolle war die des Professor Charles Xavier in dem Marvel-Cartoon X-Men (1992–1997).
Privat war Smith mit der Schauspielerin Catherine Disher, die er von den Synchronarbeiten zu X-Men kannte, verheiratet. Aus dieser Ehe stammt ein gemeinsamer Sohn.

## Filmografie (Auswahl)
- 1979: 10.000 PS – Vollgasrausch im Grenzbereich (Fast Company)
- 1980: Der kleine Vagabund (The Littlest Hobo, Fernsehserie, eine Folge)
- 1981: Heavy Metal – Stimme
- 1985: Anne auf Green Gables (Anne of Green Gables, Fernsehserie, zwei Folgen)
- 1985–1988: Nachtstreife (Night Heat, Fernsehserie, zwei Folgen)
- 1986–1990: Die Campbells (The Campbells, Fernsehserie, 87 Folgen)
- 1988: Erben des Fluchs (Friday the 13th: The Series, Fernsehserie, eine Folge)
- 1989: Millennium – Die 4. Dimension (Millennium)
- 1989: Krieg der Welten (War of the Worlds, Fernsehserie, eine Folge)
- 1990: Bradburys Gruselkabinett (The Ray Bradbury Theater, Fernsehserie, eine Folge)
- 1990: Auf eigene Faust (Counter Strike, Fernsehserie, eine Folge)
- 1990–1996: Das Mädchen aus der Stadt (Road to Avonlea, Fernsehserie, 91 Folgen)
- 1992–1997: X-Men (X-Men: The Animated Series, Fernsehserie, 75 Folgen) – Stimme
- 1993: Geschichten aus der Gruft (Tales from the Cryptkeeper, Fernsehserie, eine Folge) – Stimme
- 1994: Nick Knight – Der Vampircop (Forever Knight, Fernsehserie, eine Folge)
- 1995: New Spider-Man (Spider-Man: The Animated Series, Fernsehserie, zwei Folgen) – Stimme
- 1996: Die Ritter der Schwafelrunde (Blazing Dragons, Fernsehserie, eine Folge) – Stimme
- 1998: Raven – Die Unsterbliche (Highlander: The Raven, Fernsehserie, eine Folge)
- 2001: Mutant X (Fernsehserie, eine Folge)
- 2002: Mission Erde – Sie sind unter uns (Earth: Final Conflict, Fernsehserie, eine Folge)
- 2002: Relic Hunter – Die Schatzjägerin (Relic Hunter, Fernsehserie, eine Folge)
- 2003: Das Johannes-Evangelium (The Gospel of John)
- 2005: Totally Spies! (Fernsehserie, eine Folge) – Stimme
- 2007: The Company – Im Auftrag der CIA (The Company, Fernsehserie, drei Folgen)
- 2008: XIII – Die Verschwörung (XIII, Fernsehfilm)
- 2011: Die Kennedys (The Kennedys, Fernsehserie, eine Folge)
- 2012: Murdoch Mysteries – Auf den Spuren mysteriöser Mordfälle (Murdoch Mysteries, Fernsehserie, eine Folge)
- 2012–2013: Copper – Justice is brutal (Copper, Fernsehserie, drei Folgen)